# Syrphus notogramma
Syrphus notogramma är en tvåvingeart som först beskrevs av Mario Bezzi 1908.  Syrphus notogramma ingår i släktet solblomflugor, och familjen blomflugor.
Artens utbredningsområde är Etiopien. Inga underarter finns listade i Catalogue of Life.